# أندي كاتس
أندي كاتس (بالإنجليزية: Andy Katz) هو صحفي أمريكي، ولد في 7 أبريل 1969 في نيوتن في الولايات المتحدة.